# Stockbåten från Poole

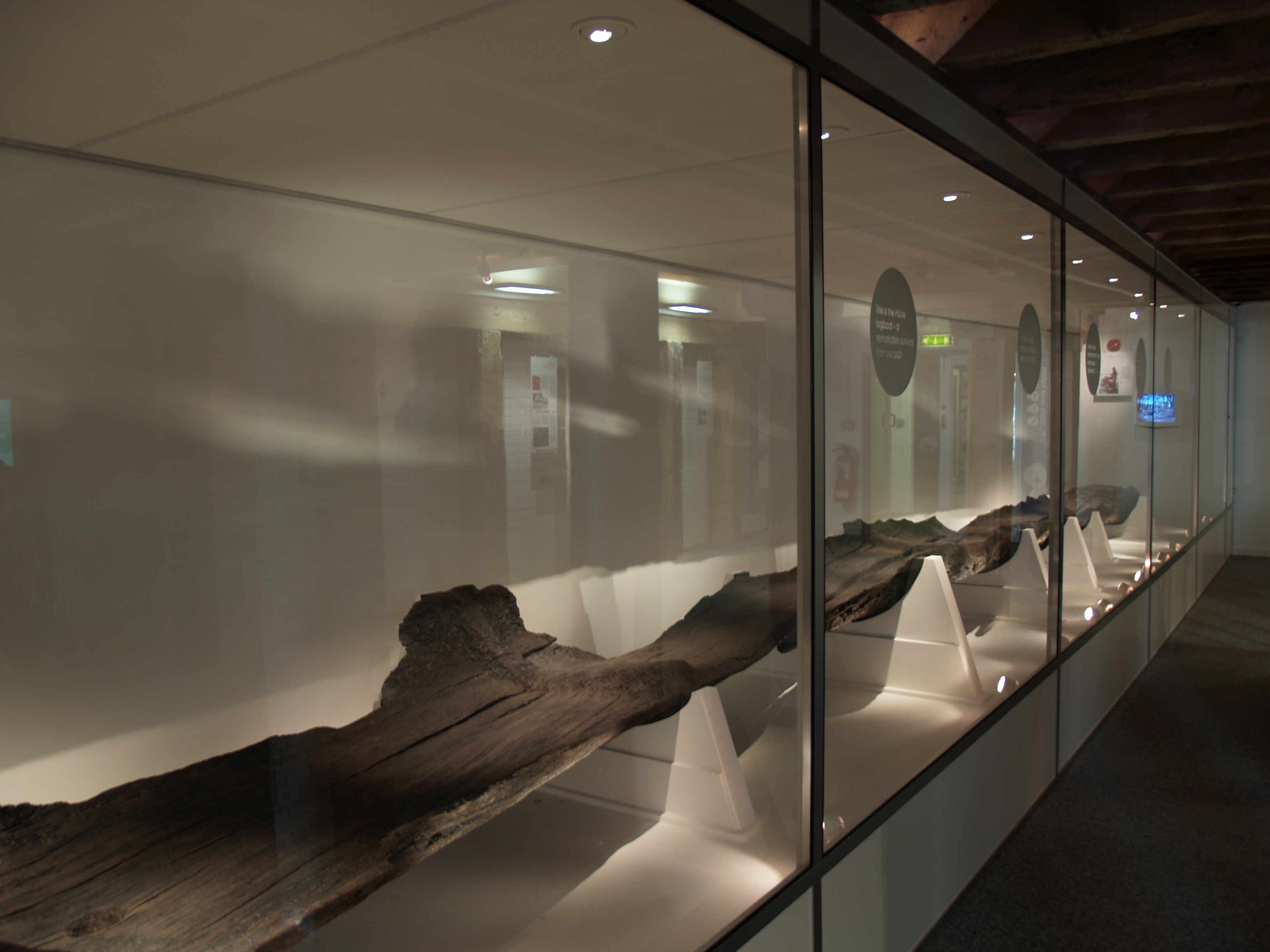
Stockbåten på Poole Museum.

Stockbåten från Poole är en massiv stockbåt som anträffades i Poole, Dorset. Stockbåten är tillverkad av en hel 10 meter lång ekstam och beräknas ha vägt 14 ton. Den är en av de längsta förhistoriska stockbåtarna som hittats och man tror att cirka 18 personer kan ha färdats i den samtidigt.  Den har daterats genom C14-metoden till 300–200 f. Kr.
Möjligen har stockbåten använts för handel från ön Green Island, där fynd har hittats från samma tid.
Stockbåten hittades begravd i djup lera vid muddring i Poole Harbour år 1964, men eftersom man inte visste vad man skulle göra med den lät man stockbåten ligga under vatten i 30 år. Den fick sedan torka och är idag restaurerad. 
Totalt tog det 10 år från det att stockbåten plockades upp ur vattnet tills den gick att ställa ut. Under stora delar av denna tid låg den nedsänkt i socker för att långsamt torka utan sprickbildning.
Stockbåten finns utställd i en monter på Poole Museum.